# Церковь Николая Чудотворца при Политическом агентстве (Новая Бухара)
Церковь Николая Чудотворца при Политическом агентстве, также «Посольская церковь» — недействующий православный храм Русской православной церкви, расположенный в городе Новая Бухара (Каган).
Храм освящён 5 (18) декабря 1893 году во имя Николая Чудотворца, престольный праздник — 6 (19) декабря.
Здание церкви имеет относительно небольшие размеры. Стены украшены рустикой. Изначально перед входом была крытая ажурная терраса восточного типа, которая до наших ней не сохранилась. Вместо традиционного для церкви купола — дуговая крыша. При церкви была колокольня, но стояла она не рядом с храмом, а на другой стороне улицы.
Церковь имела богато украшенный дубовый иконостас, пожертвованный Константином Победоносцевым. За алтарём был образ Вознесения Христа, освящённый на гробе Господнем и присланный в дар первой православной церкви в Бухаре патриархом Иеруcaлимским, а с правой стороны был образ Николая Чудотворца, в честь которого сооружена сама церковь. Он был пожертвован любителем церковной живописи В. В. Шереметевым. Образ был сделан его рукой.

## История
20 апреля (3 мая) 1885 года Высочайшим повелением принимается решение о продолжении постройки железной дороги от Кизил-Арвата до Аму-Дарьи, и позже в феврале 1887 года — до Самарканда. Тем самым, железная дорога, названная Закаспийской военной железной дорогой, должна была соединить порт Узун-Ада на Каспийском море и Самарканд. Часть пути пролегала через Бухарское ханство, которое формально в состав Российской империи не входило, но находилось под её протекторатом.
26 февраля (11 марта) 1888 года полотно дороги доходит до станции Бухара. Железная дорога прошла в стороне от столицы Бухарского ханства, станция Бухара расположилась в 15 километрах от города Бухара в местности Каган.
23 июня (6 июля) 1888 года российским правительством подписано соглашение об устройстве в Бухарском ханстве русских поселений при железнодорожных станциях и пароходных пристанях. В том же году при станции Бухара основывается российская колония Новая Бухара, в которую из ханской столицы переезжает Российское императорское политическое агентство. В посёлке строится Дом политического агентства (известный также как «Посольский дом») и при нём православная церковь, которая была торжественно освящена 5 (18) декабря 1893 года в честь Николая Чудотворца в присутствии политического агента Павла Лессара. Значительный вклад в основание церкви сделал Константин Победоносцев.
6 (19) декабря 1893 года, в день престольного праздника церкви, была проведена торжественная обедня, после которой настоятель обратился к верующим с призывом о сборе пожертвований на постройку колокольни и приобретение колоколов. По всей видимости, необходимые средства удалось собрать, так как колокольня была построена. Её изображение можно увидеть на открытке 1899 года.
В различных источниках церковь упоминается как первый православный храм во всём Бухарском ханстве. Однако, в посёлке Новый Чарджуй, который тоже располагался на территории Бухарского ханства, на 1893 год церковь уже могла существовать. Она упоминается 1888 годом.
В 1903 году по штату при храме были положены священник и псаломщик, 2 причтовых дома, священнику в 4 комнаты, псаломщику в 2 комнаты и 623 квадратных саженей усадебной земли. В приходе было 341 мужчина и 303 женщины.
После установления Советской власти в Новой Бухаре приход был упразднён, многие годы здание церкви использовалось не по назначению. Год и обстоятельства закрытия церкви, а также судьбу иконостаса ещё предстоит выяснить.
Известно, что в 1980-е годы на территории бывшего Политического агентства размещалась воинская часть, а здание церкви было приспособлено под нужды армии.
По состоянию на 2017 год территория бывшего Политического агентства принадлежала местному водоканалу, здание церкви было заброшено и никак не использовалось.

## Храм на почтовых открытках и иллюстрациях
- Иллюстрация из журнала «Нива». Год XXV. № 10 за 5 марта 1894 г.. — г. Санкт-Петербург, 1894.
- Иллюстрация из журнала «Нива». Год XLII. № 9 за 26 февраля 1911 г.. — г. Санкт-Петербург, 1911.
- Иллюстрация из журнала «Исторический вестник». Год 34. Том CXXXII за апрель 1913 г.. — г. Санкт-Петербург, 1913.
- Почтовая открытка «Новая Бухара. Посольство». — п. Новая Бухара : Издательство аптекарского и писчебумажного магазина А. М. Рубинчика, 1910.